# Flexión asimétrica
La flexión asimétrica  es un tipo de solicitación estructural en el ámbito de la flexión mecánica.
La influencia de la simetría en el diseño estructural y de máquinas es importante, la ecuación:
| {\displaystyle \sigma ={\dfrac {M\ c}{I}}} |

no puede usarse indiscriminadamente en ciertas situaciones. Cuando una sección simétrica está cargada asimétricamente o cuando se usa una sección transversal asimétrica, debe existir una alarma para los problemas analíticos potenciales.
Los  ejes principales, mayor y menor, son aquellos ejes con respeto a los cuales ocurren los momentos de inercia máximo y mínimo. Los ejes de simetría siempre son ejes principales.
La superposición de esfuerzos ofrece una solución directa al problema de la flexión asimétrica. Una carga aplicada o su momento flector resultante puede descomponerse en componentes paralelos a cada uno de los ejes principales. El esfuerzo en cualquier lugar puede calcularse mediante:
| {\displaystyle \sigma =\pm {\dfrac {M_{x}\ c}{I_{x}}}\pm {\dfrac {M_{y}\ c}{I_{y}}}} |

Los subíndices {\displaystyle X} y {\displaystyle Y} de la ecuación se usan generalmente para designar dos ejes rectangulares cualesquiera. A menudo se usan los subíndices {\displaystyle U} y {\displaystyle V} para designar los ejes principales. En la práctica no se mantiene uniformidad en nomenclatura de modo que se recomienda al estudiante reconocer el significado de los ejes que se están considerando.